# Chris McKivat
Christopher Hobart „Chris“ McKivat (Alternativschreibweise McKivatt; * 27. November 1879 in Burrawang, New South Wales; † 4. Mai 1941) war ein australischer Rugby-Spieler, der nacheinander Kapitän beider Rugby-Code-Nationalmannschaften Australiens bei erfolgreichen Touren auf den britischen Inseln war. Die Rugby-Union-Auswahl, die Wallabies, führte er zudem 1908 zum Olympiasieg. Er gilt als einer der besten australischen Halfbacks aller Zeiten in beiden Codes.

## Rugby Union
McKivat lebte bis etwa 1888 in Cumnock, Cabonne Shire, bevor seine Familie nach Orange umzog, wo er an der örtlichen, von den Patrician Brothers betriebenen Schule erstmals Rugby spielte. 1897 spielte er erstmals auf dem Erwachsenenlevel für die Mannschaft Bowen Bros Tannery aus Orange, deren Kapitän er von 1901 bis 1904 war. 1905 ging er zum Sydneyer Vorortclub Glebe Rugby Union und wurde zum ersten von insgesamt 16 Spielen für die Auswahl von New
South Wales, den Waratahs, berufen. Mit Glebe gewann er 1906 und 1907 jeweils die Meisterschaft von Sydney und wurde 1908 schließlich Kapitän des Teams, das im selben Jahr australischer Club-Meister wurde.
Wegen seiner guten Leistungen für die Waratahs wurde er 1907 für zwei Spiele gegen die All Blacks in die australische Rugby-Union-Auswahl und war 1908 Teilnehmer der ersten Europatour der Wallabies. Wegen einer Verletzung des eigentlichen Kapitäns der Mannschaft wurde er für einige Spiele Spielführer der Wallabies, unter anderem im Spiel gegen die Auswahl von Cornwall, das als offizielles Endspiel des olympischen Rugbyturniers 1908 galt. In diesem Spiel erzielte er einen Versuch und wurde Olympiasieger. Nach Beendigung der Tour kehrte er im Frühjahr 1909 nach Australien zurück.

## Rugby League
Nach der Rückkehr nach Sydney spielte McKivat mit etwa zehn bis 14 anderen Tourrückkehrern als Wallabies ein Freundschaftsspiel gegen die australische Rugby-League-Nationalmannschaft, die Kangaroos. Da die Mannschaft für das Spiel Prämien – McKivat erhielt £150 – angenommen hatte, wurde er vom Rugby-Union-Verband vom reinen Amateurspielbetrieb der Rugby-Union-Ligen ausgeschlossen. Er wechselte zum Rugby-League-Code. 1910 begann er für Glebe Rugby League zu spielen und stand im Kader für alle drei Tests gegen die Auswahl Großbritanniens – davon einer mit einer australasischen Auswahl aus Australiern und Neuseeländern. Als die Kangaroos 1911/12 auf eine Tour nach Großbritannien gingen, wurde McKivat ihr Kapitän. Er kam bei 32 der insgesamt 36 Spiele, darunter bei jedem der drei Länderspiele gegen die britische Auswahl, zum Einsatz. Nach der Rückkehr beendete er seine internationale Karriere, spielte aber noch bis 1914 für Glebe.

## Trainer
Nach seiner aktiven Zeit wurde McKivat nebenberuflich Rugby-League-Trainer. Unter anderem leitete er von 1915 bis 1920 die Glebe Dirty Reds und 1928 die Western Suburbs Magpies. Seine größten Erfolge erreichte er jedoch mit den North Sydney Bears, die er 1921 und 1922 zur Meisterschaft der New South Wales Rugby League Premiership führen konnte.

## Ehrungen
McKivat wurde in die Sporting Hall of Fame der City of Orange und 2005 in die Australian Rugby League Hall of Fame aufgenommen.